# Allium paepalanthoides
Allium paepalanthoides är en amaryllisväxtart som beskrevs av Airy Shaw. Allium paepalanthoides ingår i släktet lökar, och familjen amaryllisväxter. Inga underarter finns listade i Catalogue of Life.